# いづみひろの
いづみ ひろのは日本の漫画家。東京都北区出身。

## 略歴
1991年『ゆうくらぶ』（雄出版）4月号掲載の「リプル」前編でデビュー。他にいいづみ蜜（いいづみハニー）、維泉みへき（いずみみへき）、きゅ〜★くるるというペンネームも使用する。代表作は『月刊電撃コミックガオ!』に連載された「電撃アイドル戦隊ガオレンジャー」。この他、過去に「アニラジグランプリ」に連載記事も持っていたことがある。以降は商業誌よりも同人活動の方がメインとなっており、コミックマーケットなどの同人誌即売会に参加している。
2006年から同人誌の製作と並行して「TERRARIUM（テラリウム）」のユニットの一員「みへき」として音楽活動も行っており、同年夏のコミックマーケット70で初のマキシシングルCD「きみと僕の宇宙（ソラ）で」を頒布し、完売。ファンからの要望に応えて追加プレスを行い、通信販売などで頒布された。
2007年9月29日、本人のブログ上で、病気療養のため、音楽活動を中止することを発表。